# Centromerus balazuci
Centromerus balazuci är en spindelart som beskrevs av Dresco 1952. Centromerus balazuci ingår i släktet Centromerus och familjen täckvävarspindlar.
Artens utbredningsområde är Frankrike. Inga underarter finns listade i Catalogue of Life.